# Scytodes immaculata
Espèce
Scytodes immaculata est une espèce d'araignées aranéomorphes de la famille des Scytodidae.

## Distribution
Cette espèce se rencontre en Égypte et en Grèce.

## Description
La carapace de la femelle holotype mesure 3 mm et l'abdomen 3,5 mm.

## Publication originale
- L. Koch, 1875 : Aegyptische und abyssinische Arachniden gesammelt von Herrn C. Jickeli. Nürnberg, p. 1-96 (texte intégral).